# Melananthia flammeocephala
Melananthia flammeocephala es una especie de coleóptero de la familia Oedemeridae.

## Distribución geográfica
Habita en Sudáfrica.